# 怀特翼龙属
怀特翼龙属（学名：Wightia）是古神翼龙科翼龙的一个属，化石发现于英国怀特岛早白垩世（巴列姆阶）威塞克斯组，这也是其学名的来源。该属的唯一种是斜喙怀特翼龙（W. declivirostris）。

## 发现与命名
业余古生物学家约翰·温奇（John Winch）在怀特岛东海岸桑当雅佛兰点悬崖附近一处化石碎屑层中发现一块翼龙吻部。2020年，模式种斜喙怀特翼龙（Wightia declivirostris）由大卫·马提尔（David Michael Martill）、米克·格林（Mick Green）、罗伊·史密斯（Roy Smith）、梅根·雅各布（Megan Jacobs）和约翰·温奇等人命名并描述。属名取自发现化石的英国怀特岛，种名在拉丁语中意为“倾斜的喙”，取自declivis（向下倾斜）及rostrum（吻部），指古神翼龙科典型的弯曲喙部。
正模标本IWCSM. 2020. 401发现于巴列姆阶威塞克斯组的一层中，由部分缺少吻尖且在后面鼻眶前孔前缘的前方断裂的成对前颌骨组成。化石轻度风化且横向压缩变形。它是怀特岛地质博物馆（恐龙岛游客中心）收藏的一部分。

## 描述
该物种仅所知于前颌骨。马提尔等人建立了数项鉴别特征。吻部咬合面（腭）被有限数目的狭缝状孔洞及平行靠近颌骨边缘且间距较远、约每厘米一处的单行孔洞所穿透。吻部倾角小于12°。

## 种系发生学
咬合面边缘形态表明怀特翼龙与中国翼龙的关系近于南美古神翼龙科。描述者将两者连同始无齿翼龙及华夏翼龙归入古神翼龙科内一个新命名的亚科，称作中国翼龙亚科。

## 古生态学
怀特翼龙栖息于今英国南部的威塞克斯组一带，当时是一片泛滥平原。该地层包含种类繁多的昆虫如Dungeyella。植食动物包括始俊兽、Loxaulax及雅弗兰掠兽等哺乳类及从小型棱齿龙到曼特尔龙等大型禽龙类在内的鸟脚类。该区域当时最大掠食者是棘龙科的重爪龙和异特龙超科的新猎龙以及原始暴龙类始暴龙。